# 豪山乡
豪山乡，是中华人民共和国湖南省郴州市安仁县下辖的一个乡镇级行政单位。

## 行政区划
豪山乡下辖以下地区：
罗州村、豪山村、高源村、西康村、金花村、廖家村、湘湾村和谭湾村。